# Saint-Pair-sur-Mer
Saint-Pair-sur-Mer là một xã thuộc tỉnh Manche trong vùng Normandie tây bắc nước Pháp. Xã này nằm ở khu vực có độ cao trung bình 40 mét trên mực nước biển.